# Nicola Marconi
Nicola Marconi (* 12. November 1978 in Rom) ist ein italienischer Wasserspringer. Er startet für den S.S. Lazio Nuoto in den Disziplinen Kunstspringen vom 1-m- und 3-m-Brett sowie im 3-m-Synchronspringen. Marconi ist der Bruder der ebenfalls erfolgreichen Wasserspringerin Maria Marconi und seines Synchronpartners Tommaso Marconi.
Er hat an drei Olympischen Spielen teilgenommen. Vom 3-m-Brett belegte er 2000 in Sydney Rang 26, 2004 in Athen Rang 20 und 2008 in Peking Rang 14. 2000 wurde er mit Donald Miranda zudem Achter im Synchronspringen.
Marconi gewann zahlreiche Medaillen bei Schwimmeuropameisterschaften. In Einzelwettbewerben gewann er bei den Europameisterschaften 2002 in Berlin Gold und 2004 in Madrid Silber, jeweils im Kunstspringen vom 1-m-Brett. In Synchronwettbewerben vom 3-m-Brett erreichte er sechs weitere Medaillen. Mit Donald Miranda gewann er bei den Europameisterschaften 1997 in Sevilla Bronze und 1999 in Istanbul Gold. Danach sprang er mit seinem Bruder Tommaso zu Bronze 2002 in Berlin, 2006 in Budapest und 2009 in Turin. Bei den Europameisterschaften 2004 in Madrid wurde das Duo Europameister.